# Legionella jordanis
Espèce
Legionella jordanis est une espèce de bactéries gram-négatives de la famille des Legionellaceae.

## Taxonomie
Le nom correct complet (avec auteur) de ce taxon est Legionella jordanis Cherry et al. 1982.

### Étymologie
Le nom de l'espèce Legionella jordanis provient du lieu de l'isolement de la première souche, à savoir la rivière Jordan à Bloomington d'où son étymologie : N.L. gen. masc. n. jordanis, de la rivière  Jordan.